# J. Mack Robinson College of Business Administration Building
El J. Mack Robinson College of Business Administration Building es un rascacielos de 14 pisos en la esquina de las calles Broad y Marietta en el distrito Fairlie-Poplar del centro de Atlanta, Georgia (Estados Unidos). Alberga la escuela de negocios de la Universidad Estatal de Georgia. Cuando se completó en 1901 como Empire Building, fue la primera estructura de estructura de acero y la más alta de la ciudad, hasta que fue superada por el Candler Building en 1906.
Morgan & Dillon y Hentz, Adler & Shutze fueron arquitectos. En 1972, mientras se llamaba Citizens & Southern National Bank Building, la estructura se agregó al Registro Nacional de Lugares Históricos.
La planta baja alberga una sucursal de Bank of America de servicio completo. NationsBank compró Citizens & Southern National Bank en 1991, y luego de adquirir BankAmerica Corp., junto con sus sucursales, pasó a llamarse Bank of America.